# Brotheas paraensis
Espèce
Brotheas paraensis est une espèce de scorpions de la famille des Chactidae.

## Distribution
Cette espèce est endémique du Pará au Brésil.

## Description
Brotheas paraensis mesure de 40 à 50 mm.

## Étymologie
Son nom d'espèce, composé de para et du suffixe latin -ensis, « qui vit dans, qui habite », lui a été donné en référence au lieu de sa découverte, le Pará.

## Publication originale
- Simon, 1880 : Études Arachnologiques. 12° mémoire. XVIII. Descriptions de genres et espèces de l'ordre des Scorpions. Annales de la Société entomologique de France, sér. 5, vol. 10, p. 377-398 (texte intégral).